# ليو بانيتش

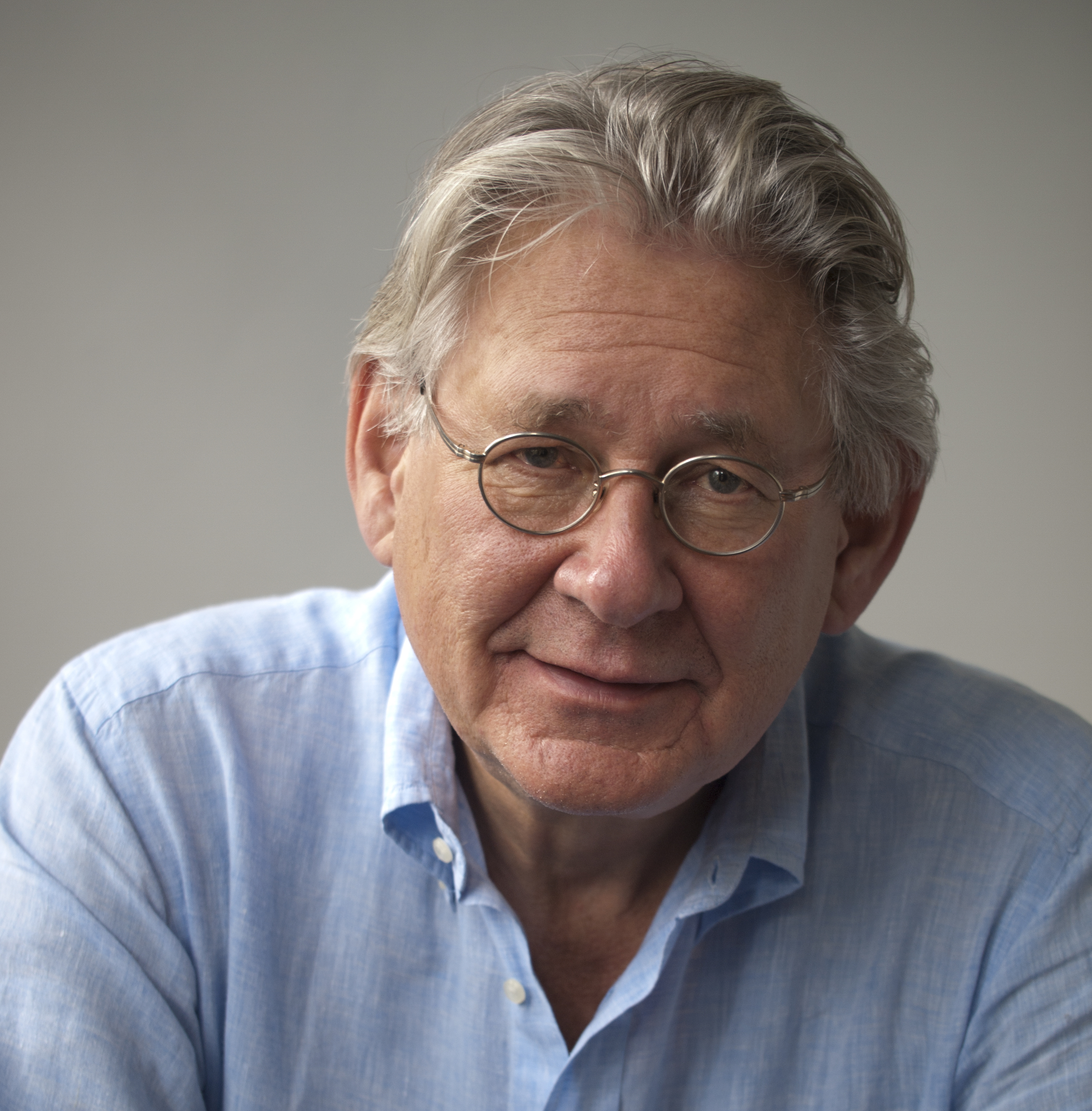
ليو بانيتش

ليو فيكتور بانيتش (بالإنجليزية: Leo Victor Panitch) (إف آر إس سي: زميل الجمعية الملكية الكندية) (3 مايو عام 1945 - 19 ديسمبر عام 2020) أستاذًا باحثًا متميزًا في العلوم السياسية يشغل منصب مكتب أبحاث كندا في الاقتصاد السياسي المقارن في جامعة يورك. من عام 1985 حتى إصدار نسخة 2021، شَغِل منصب المحرر المشارك لصحيفة سوشاليست ريجيستر، الذي يصف نفسه بأنه «مسح سنوي للحركات والأفكار من وجهة نظر اليسار الجديد المستقل». رأى بانيتش أن منشورات سوشاليست ريجيستر تلعب دورًا رئيسيًا في تطوير الإطار المفاهيمي للماركسية للنهوض ببديل اشتراكي ديمقراطي وتعاوني ومساواة للمنافسة الرأسمالية والاستغلال وانعدام الأمن.
منذ تعيينه كرئيس للأبحاث في كندا في عام 2002، ركّز بانيتش بحثه الأكاديمي وكتابته على انتشار الرأسمالية العالمية. وقال إن عملية العولمة هذه تقودها الدولة الأمريكية من خلال وكالات مثل وزارة الخزانة الأمريكية ونظام الاحتياطي الفيدرالي. رأى بانتش العولمة كشكل من أشكال الإمبريالية، لكنه جادل بأن الإمبراطورية الأمريكية هي إمبراطورية «غير رسمية» تضع فيها الولايات المتحدة قواعد للتجارة والاستثمار بالشراكة مع دول أخرى ذات سيادة مستقلة، لكنها أقل قوة. يتتبع كتابه صنع الرأسمالية العالمية: الاقتصاد السياسي للإمبراطورية الأمريكية (2012)، الذي كتبه مع صديقه المقرب وزميله الجامعي سام جيندين، تطور العولمة التي تقودها الولايات المتحدة على مدى أكثر من قرن. في عام 2013، حصل الكتاب على جائزة دويتشر التذكارية في المملكة المتحدة لأفضل وأكثر الأعمال إبداعًا في التقاليد الماركسية أو ما حولها، ثم في عام 2014 فاز بجائزة ريك ديفيدسون/إس بي إي للكتاب لأفضل كتاب في الاقتصاد السياسي من قِبَل كندي.
ألّف بانيتش أكثر من 100 مقال علمي وتسعة كتب بما في ذلك سياسة الطبقة العاملة في أزمة: مقالات عن العمل والدولة (1986)، نهاية الاشتراكية البرلمانية: من اليسار الجديد إلى العمل الجديد (2001) تجديد الاشتراكية: تحويل الديمقراطية والاستراتيجية والخيال (2008) إذ جادل بأن الرأسمالية تُعتبر وراثية.

## العمل الأكاديمي والكتابة والنشاط
درّس بانيتش في جامعة كارلتون بين عامي 1972 و 1984، وكان أستاذًا للعلوم السياسية في جامعة يورك من عام 1984، وشغل منصب رئيس كارلتون لقسم العلوم السياسية من عام 1988 حتى عام 1994. في عام 2002، تم تعيينه لمنصب مكتب أبحاث كندا في الاقتصاد السياسي المقارن في يورك. تم تجديد التعيين في عام 2009. تضمنت أبحاثه دراسة دور الدولة الأمريكية والشركات متعددة الجنسيات في تطور الرأسمالية العالمية.
بعد مقاله الدولة الكندية: الاقتصاد السياسي والسلطة السياسية الذي نشرته مطبعة جامعة تورنتو عام 1977، أصبح بانيتش المحرر المشارك لسلسلة كتب الدولة والحياة الاقتصادية عام 1979، وشغل هذا المنصب حتى عام 1995. شارك بانيتش في تأسيس المجلة الأكاديمية ستاديز إن بوليتيكال إيكونومي عام 1979 ولعب دورًا في إنشاء معهد كارلتون للاقتصاد السياسي في ثمانينيات القرن العشرين.
كان ناشطًا سياسيًا في حركة كندا الاشتراكية المستقلة ولجنة أوتاوا للعمل، وهما الخلفان التنظيميان الرئيسيان لحركة ذا وافل الراديكالية بعد طرده من الحزب الوطني الديمقراطي في أوائل السبعينيات. في الثمانينيات، شغل منصب كاتب عمود تحت عنوان (بانيتش عن السياسة) في المجلة الاشتراكية المستقلة، كانيديان ديمينشن، وظل نشطًا في الأوساط السياسية الاشتراكية، ولا سيما المشروع الاشتراكي في تورنتو. تم تعيينه كزميل أكاديمي في الجمعية الملكية الكندية في عام 1995، وكان أيضًا عضوًا في المعهد الماركسي ولجنة الدراسات الاشتراكية وكذلك الجمعية الكندية للعلوم السياسية.
بالإضافة إلى المجلدات السنوية ال 33 لصحيفة سوشاليست ريجستر التي حررها منذ عام 1985، ألّف بانيتش أكثر من 100 مقالة علمية وتسعة كتب، بما في ذلك من الموافقة إلى الإكراه: الاعتداء على الحريات النقابية؛ نوع مختلف من الدولة: السلطة الشعبية والإدارة الديمقراطية؛ نهاية الاشتراكية البرلمانية: من اليسار الجديد إلى العمل الجديد؛ الإمبراطورية الأمريكية والاقتصاد السياسي للتمويل العالمي؛ داخل وخارج الأزمة: الانهيار المالي العالمي والبدائل اليسارية. رأى بانيتش أن السوشاليست ريجستر تُعتبر حلقة وصل بين سياسات اليسار الجديد وسياسات رالف ميليباند ومعلمه ومؤسس المجلة عام 1946. بصفته محررًا، سعى بانيتش لإنتاج أعمال يمكن قراءتها بسهولة في وقت واحد على طريقة الكتابة النثرية لكن يصعب استيعابها في المحتوى.
في ندوة «العولمة والعدالة والديمقراطية» في جامعة دلهي في 11 نوفمبر عام 2010)، اعتمد بانيتش على كتابه داخل وخارج الأزمة (مع جريج ألبو وسام جيندين). جادل بانيتش في الكتاب والندوة بأن افتقار اليسار للطموح خلال الأزمة الاقتصادية العالمية كان أكثر ضعفًا من افتقاره إلى القدرة. أوجز الإصلاحات الفورية التي يمكن أن تؤدي إلى تغييرات جوهرية في العلاقات الطبقية، بما في ذلك تأميم البنوك لتحويلها إلى مرافق عامة؛ والمطالبة بالمعاشات التقاعدية العامة الشاملة لتحل محل المعاشات التقاعدية الخاصة التي يرعاها صاحب العمل؛ والرعاية الصحية المجانية والتعليم والنقل العام للهروب من حملة الرأسمالية لتحويل الاحتياجات العامة إلى سلع قابلة للتسويق ومولدة للربح.